# تگلاش
تگلاش (به مجاری:  Téglás) یک سکونتگاه مسکونی در مجارستان است که در هایدو-بیهار واقع شده‌است.